# Prineville
Prineville és una població dels Estats Units i seu del comtat de Crook a l'estat d'Oregon. Segons el cens del 2000 tenia 7.356 habitants.

## Demografia
Segons el cens del 2000, Prineville tenia 7.356 habitants, 2.817 habitatges, i 1.907 famílies. La densitat de població era de 427,1 habitants per km².
Dels 2.817 habitatges en un 35,8% hi vivien nens de menys de 18 anys, en un 51,4% hi vivien parelles casades, en un 11,7% dones solteres, i en un 32,3% no eren unitats familiars. En el 27,1% dels habitatges hi vivien persones soles el 13,2% de les quals corresponia a persones de 65 anys o més que vivien soles. El nombre mitjà de persones vivint en cada habitatge era de 2,55 i el nombre mitjà de persones que vivien en cada família era de 3,09.
Per edats la població es repartia de la següent manera: un 29,3% tenia menys de 18 anys, un 9,6% entre 18 i 24, un 27% entre 25 i 44, un 18,6% de 45 a 60 i un 15,5% 65 anys o més.
L'edat mediana era de 33 anys. Per cada 100 dones de 18 o més anys hi havia 88 homes.
La renda mediana per habitatge era de 30.435$ i la renda mediana per família de 36.587$. Els homes tenien una renda mediana de 31.224$ mentre que les dones 22.852$. La renda per capita de la població era de 14.163$. Aproximadament el 10% de les famílies i el 14,3% de la població estaven per davall del llindar de pobresa.

## Poblacions més properes
El següent diagrama mostra les poblacions més properes.